# Tayna (cours d'eau)
Pour les articles homonymes, voir Tayna.
La Tayna est une rivière du Nord-Kivu en république démocratique du Congo et un affluent de la rivière Lubero. 

## Géographie
La Tayna prend source près du village de Tayna. Elle traverse la réserve des gorilles de Tayna, et délimite ensuite sa partie nord. Elle se jette dans la Lubero, affluent de la Lindi.